# Президент Азад-Кашмира
Президент Азад-Кашмира, официально — Президент Исламской Республики Азад Джамму и Кашмир — высшее должностное лицо Азад-Кашмира. 
Пакистанское государство Азад-Кашмир было официально создано 24 октября 1947 года. Президент является конституционным главой, а премьер-министр — главой исполнительной власти государства. Президент избирается Законодательным собранием Азад Джамму и Кашмира сроком на 5 лет в соответствии с положениями Закона Азад Джамму и Кашмира (Временная конституция) 1974 года.

## Список президентов Азад-Кашмира
|        | Портрет | Имя (годы жизни)                                                   | Полномочия      | Полномочия      | Партия                                       |
| Начало | Портрет | Имя (годы жизни)                                                   | Окончание       |                 | Партия                                       |
| ------ | ------- | ------------------------------------------------------------------ | --------------- | --------------- | -------------------------------------------- |
| 1      |         | Мухаммад Ибрагим Хан (1915—2003) урду محمد ابراہیم خان‎             | 24 октября 1947 | 12 мая 1950     | Конференция мусульман всего Джамму и Кашмира |
| 2      |         | Сайед Али Ахмед Шах (1901—1990) урду سید علی احمد شاہ‎              | 30 мая 1950     | 2 декабря 1951  | военный                                      |
| 3      |         | Мирваиз Юсуф Шах (1894—1968) урду محمد یوسف شاہ‎                    | 2 декабря 1951  | 18 мая 1952     | Конференция мусульман всего Джамму и Кашмира |
| и. о.  |         | Раджа Мухаммад Хайдар Хан (1916—1966) урду راجہ محمد حیدر خان‎      | 18 мая 1952     | 21 июня 1952    | независимый                                  |
| 4      |         | Шер Ахмед Хан урду شیر احمد خان‎                                    | 21 июня 1952    | 30 мая 1956     | военный                                      |
| (3)    |         | Мирваиз Юсуф Шах (1894—1968) урду محمد یوسف شاہ‎                    | 30 мая 1956     | 8 сентября 1956 | Конференция мусульман всего Джамму и Кашмира |
| 5      |         | Мухаммад Абдул Кайюм Хан (1924—2015) урду محمد عبد القیوم خان‎      | 8 сентября 1956 | 13 апреля 1957  | Конференция мусульман всего Джамму и Кашмира |
| (1)    |         | Мухаммад Ибрагим Хан (1915—2003) урду محمد ابراہیم خان‎             | 13 апреля 1957  | 30 апреля 1959  | Конференция мусульман всего Джамму и Кашмира |
| 6      |         | Хуршид Хасан Хуршид (1924—1988) урду محمد ابراہیم خان‎              | 1 мая 1959      | 7 августа 1964  | Лига освобождения Джамму и Кашмира           |
| 7      |         | Абдул Хамид Хан (—) урду عبد الحمید خان‎                            | 7 августа 1964  | 7 октября 1969  | независимый                                  |
| и. о.  |         | Абдул Рахман Хан (—) урду عبد الرحمان خان‎                          | 7 октября 1969  | 30 октября 1970 | военный                                      |
| (5)    |         | Мухаммад Абдул Кайюм Хан (1924—2015) урду محمد عبد القیوم خان‎      | 30 октября 1970 | 16 апреля 1975  | Конференция мусульман всего Джамму и Кашмира |
| и. о.  |         | Шейх Манзар Масауд (1924—2015) урду محمد عبد القیوم خان‎            | 16 апреля 1975  | 5 июня 1975     | независимый                                  |
| (1)    |         | Мухаммад Ибрагим Хан (1915—2003) урду محمد ابراہیم خان‎             | 5 июня 1975     | 30 октября 1978 | Мусульманская конференция Азада              |
| 8      |         | Мухаммад Хаят Хан (—) урду محمد حیات خان‎                           | 30 октября 1978 | 1 февраля 1983  | военный                                      |
| 9      |         | Абдул Рахман Хан (—) урду عبد الرحمان خان‎                          | 1 февраля 1983  | 1 октября 1985  | военный                                      |
| (5)    |         | Мухаммад Абдул Кайюм Хан (1924—2015) урду محمد عبد القیوم خان‎      | 1 октября 1985  | 20 июля 1991    | Конференция мусульман всего Джамму и Кашмира |
| и. о.  |         | Сахибзада Мухаммад Исхак Заффар (1944—2006) урду صاحبزادہ اسحٰق ظفر‎ | 20 июля 1991    | 29 июля 1991    | Пакистанская народная партия                 |
| и. о.  |         | Абдул Рашид Аббаси (—) урду عبد الرشید عباسی‎                       | 29 июля 1991    | 12 августа 1991 | независимый                                  |
| 10     |         | Сикандар Хаят Хан (1934—2021) урду محمد عبد القیوم خان‎             | 12 августа 1991 | 12 мая 1996     | Конференция мусульман всего Джамму и Кашмира |
| и. о.  |         | Абдул Рашид Аббаси (—) урду عبد الرشید عباسی‎                       | 12 мая 1996     | 25 августа 1996 | независимый                                  |
| (1)    |         | Мухаммад Ибрагим Хан (1915—2003) урду محمد ابراہیم خان‎             | 25 августа 1996 | 25 августа 2001 | Народная партия Джамму и Кашмира             |
| 11     |         | Мухаммад Анвар Хан (1945—) урду سردار محمد انور خان‎                | 25 августа 2001 | 25 августа 2006 | Конференция мусульман всего Джамму и Кашмира |
| 12     |         | Раджа Мухаммад Зулкарнайн Хан (1945—) урду سردار محمد انور خان‎     | 25 августа 2006 | 25 августа 2011 | Конференция мусульман всего Джамму и Кашмира |
| 13     |         | Мухаммад Якуб Хан (1945—) урду سردار محمد انور خان‎                 | 25 августа 2011 | 25 августа 2016 | Пакистанская народная партия                 |
| 14     |         | Масуд Хан (1951—) урду سردار محمد مسعود خان‎                        | 25 августа 2016 | 25 августа 2021 | Пакистанская мусульманская лига (Н)          |
| 15     |         | Султан Мехмуд Чаудри (—) урду سلطان محمود چوہدری‎                   | 25 августа 2021 | действующий     | Движение за справедливость                   |